# Париж-Брест (торт)
Париж-Брест, Париж — Брест (фр. Paris–Brest) — французский десерт из заварного теста и заварного крема со вкусом пралине, названный в честь велогонки Париж — Брест — Париж. Сверху обычно посыпан миндальной стружкой. Круглая форма десерта представляет собой аналогию с велосипедным колесом. Может иметь размер торта или пирожного.

## История
По распространённой версии, десерт в форме колеса был создан в 1909 или 1910 году Луи Дюраном, кондитером из Мезон-Лаффит, по просьбе организатора Пьера Жиффара в ознаменование велосипедной гонки Париж — Брест — Париж, впервые состоявшейся в 1891 году.
Существует версия, что торт придумал кондитер Боже́, тоже из парижского пригорода Мезон-Лаффит, но в 1891 году. Согласно этой версии, его дом находился возле трассы, по которой проходила велосипедная гонка. Согласно авторитетному изданию «Larousse gastronomique», где указывается только одна версия возникновения десерта: «Вдохновлённый соревнованиями, пирожных дел мастер приготовил эклеры в форме колец, напоминающих велосипедные колеса». Другие источники указывают на кондитера из пригорода Парижа, который создал его в 1891 году. Наконец, вероятным автором указывается и кондитер из Шартра по имени Жербе.
Согласно некоторым источникам, Дюран создал кондитерское изделие в 1909 году в форме эклера, а круглую форму ему придал другой кондитер из западного пригорода Парижа в 1940-х годах. Согласно другим данным, именно Дюран придал ему форму велосипедного колеса, взяв за основу торт, созданный ранее: это была выпечка в форме лаврового венка (отсылка к венку, служившему наградой победителю гонки), созданная кондитером из Бреста, или продолговатой формы.
Десерт быстро стал популярным, его можно найти в кондитерских по всей Франции.
В 2012 году исследование, проведённое социологическим агентством TNS-Sofres, поставило его на 15-е место среди любимых десертов французов.